# Twilight Time (Stratovarius)
Twilight Time, pubblicato nel 1992, è il secondo album della band power metal finlandese Stratovarius. Nel 1991 venne pubblicato come Stratovarius II; l'anno successivo venne commercializzato sotto un'altra etichetta discografica, la Shark Records, e con il titolo attuale.

## Tracce
1. Break the Ice – 4:39
2. The Hands of Time – 5:34
3. Madness Strikes at Midnight – 7:18
4. Metal Frenzy – 2:18
5. Twilight Time – 5:49
6. The Hills Have Eyes – 6:18
7. Out of the Shadows – 4:07
8. Lead Us Into the Light – 5:45

## Formazione
- Timo Tolkki - chitarra, voce
- Tuomo Lassila - batteria
- Antti Ikonen - tastiera
- Jari Behm - basso